# Saint-Pardoux-le-Vieux
 Saint-Pardoux-le-Vieux  là một xã thuộc tỉnh Corrèze trong vùng Nouvelle-Aquitaine miền trung Pháp.

## Geography
The river Diège forms all of the commune's south-western border.